# Przybków
Przybków – dzielnica Legnicy, dawna wieś przyłączona w granice administracyjne miasta częściowo w 1937, a ostatecznie w 1973. 

## Nazwa
Nazwa miejscowości wzmiankowana była m.in. w formach Przibkendorf, Pribzlowitz (ok. 1300), Primkyndorf (1327), Prymkendorf (1331), Premkendorph (1378), Primkindorff (1414), Prinkendorf (1789), Prinkendorf (1845), Prinkendorf (1888), Przemkowo, Prinkendorf (1900), Prinkendorf (1941), Przemykanów (1945), Prinkendorf – Przybków, -owa, przybkowski (1947).
Zapis Pribzlowitz wskazuje, że pierwotną nazwą były Przybysławice. Została ona utworzona od nazwy osobowej Przybysław. Późniejsze formy nawiązują do nazwy osobowej Przemek i mogą świadczyć, że nazwa została przekształcona do postaci Przemków lub Przemkowo, przy czym przyrostki -ów, -owo zostały oddane w języku niemieckim jako -dorf. Obecna forma Przybków została przyjęta na podstawie zapisu Przibkendorf. Jest to nazwa dzierżawcza od imienia Przybyk, zdrobnienia od nazwy osobowej Przybysław, utworzona przez dodanie sufiksu -ów.
Po II wojnie światowej stosowano przejściową nazwę Przemykanów. Polska nazwa w formie Przybków formalnie obowiązuje od 15 marca 1947.

## Historia
Co najmniej od 1378 do XVI w. byłą własnością pochodzącej z Brochocina rodziny Prockendorff (Brockendorff)..
W latach 1960-1972 wieś była siedzibą gromady Przybków.

## Lokalizacja
Do momentu przyłączenia z 1973 grunty Przybkowa obejmowały obszar ograniczony od północy granicami administracyjnymi Legnicy (przebiegającej m.in. na wysokości obecnej ul. Morelowej i Zielnej) i szosą Legnica-Legnickie Pole, od wschodu linią kolejową Legnica-Katowice, od południa autostradą, a od zachodu rzeką Kaczawą. Obecnie za wschodnią granicę Przybkowa uznać należy ul. Nowodworską.
Ulice Przybkowa
| - Astrów - Bartnicza - Filtrowa - Hodowców - Kaskady - Kosiarzy | - Niezapominajek - Sadownicza - Sienna - Warzywna - Wielogórska - Zielna |

## Zabudowa
Pomimo przyłączenia do Legnicy, centralna część Przybkowa zachowała wiejską strukturę i charakter (wieś-ulicówka wzdłuż osi obecnej ul. Wielogórskiej). 
Na wschód od centrum wsi w latach 70. XX wieku powstało duże osiedle domów jednorodzinnych (osiedle Sienkiewicza), zaś w części południowo-zachodniej Zakład Produkcji Wody "Wielka Woda" Legnickiego Przedsiębiorstwa Wodociągów i Kanalizacji. Na południowym krańcu dawnej wsi na przełomie lat 80. i 90. XX wieku wzniesiono w technologii wielkopłytowej cztery budynki 2- i 4-kondygnacyjne z mieszkaniami dla pracowników Wodociągów – tzw. Osiedle Wielka Woda.

## Komunikacja
Dojazd do centrum miasta zapewniają autobusy MPK Legnica linii nr 3, 5 i N2 kursujące z ul. Nowodworskiej oraz 3, 4, 18 i N2 kursujące z ul. Jaworzyńskiej.